# باتاتایس (بازیکن فوتبال)
باتاتایس (پرتغالی: Batatais; ۲۰ مهٔ ۱۹۱۰ – ۱۶ ژوئیهٔ ۱۹۶۰) بازیکن فوتبال اهل برزیل بود.
از باشگاه‌هایی که در آن بازی کرده‌است می‌توان به باشگاه ورزشی پورتوگیزا، باشگاه فوتبال کورینتیانس، باشگاه فوتبال پالمیراس، باشگاه فوتبال فلومیننزه، و باشگاه فوتبال آمریکا (ریو دو ژانیرو) اشاره کرد.
وی همچنین در تیم ملی فوتبال برزیل بازی کرده‌است.